# Байдарська долина

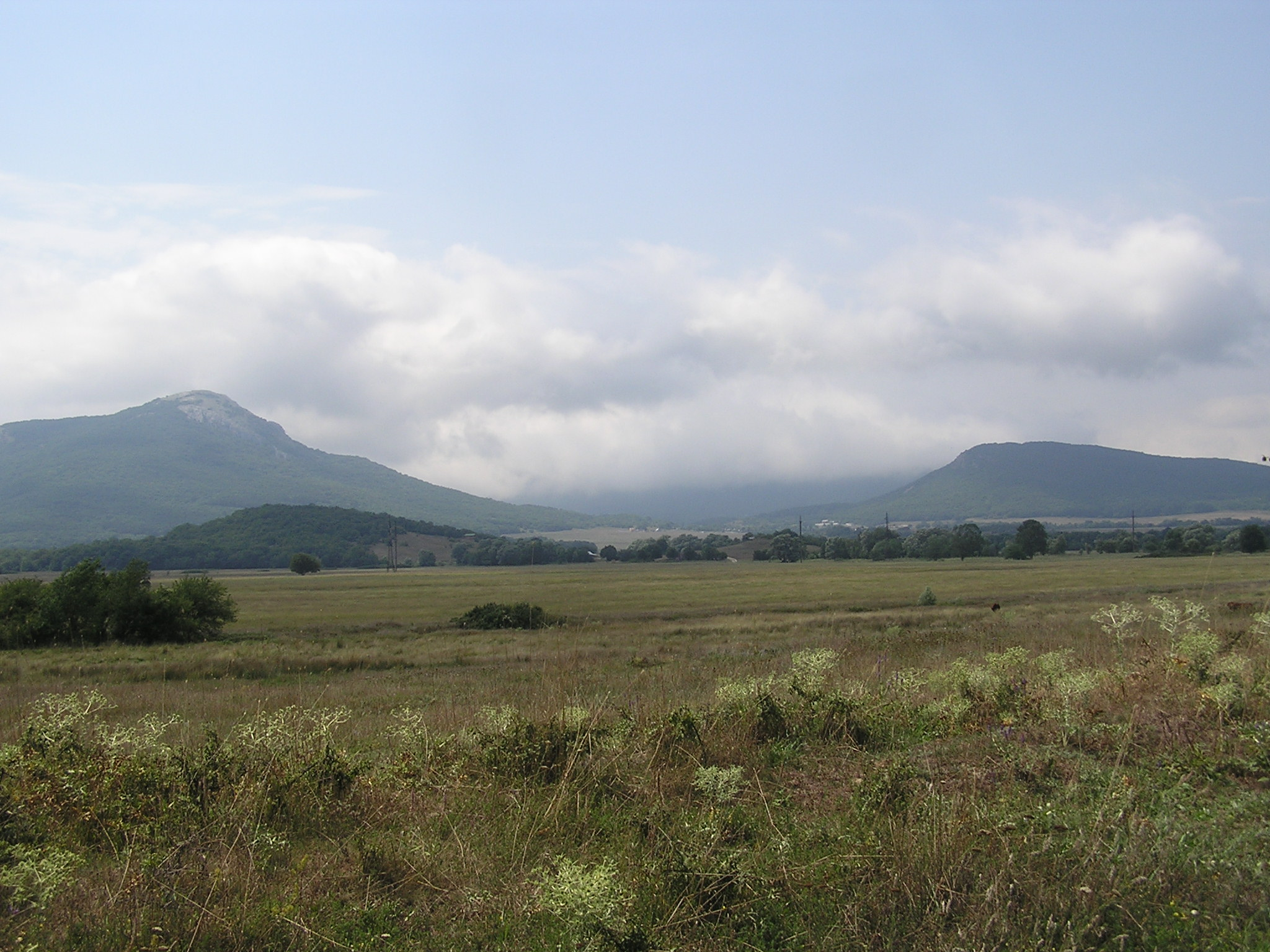
Байдарська долина

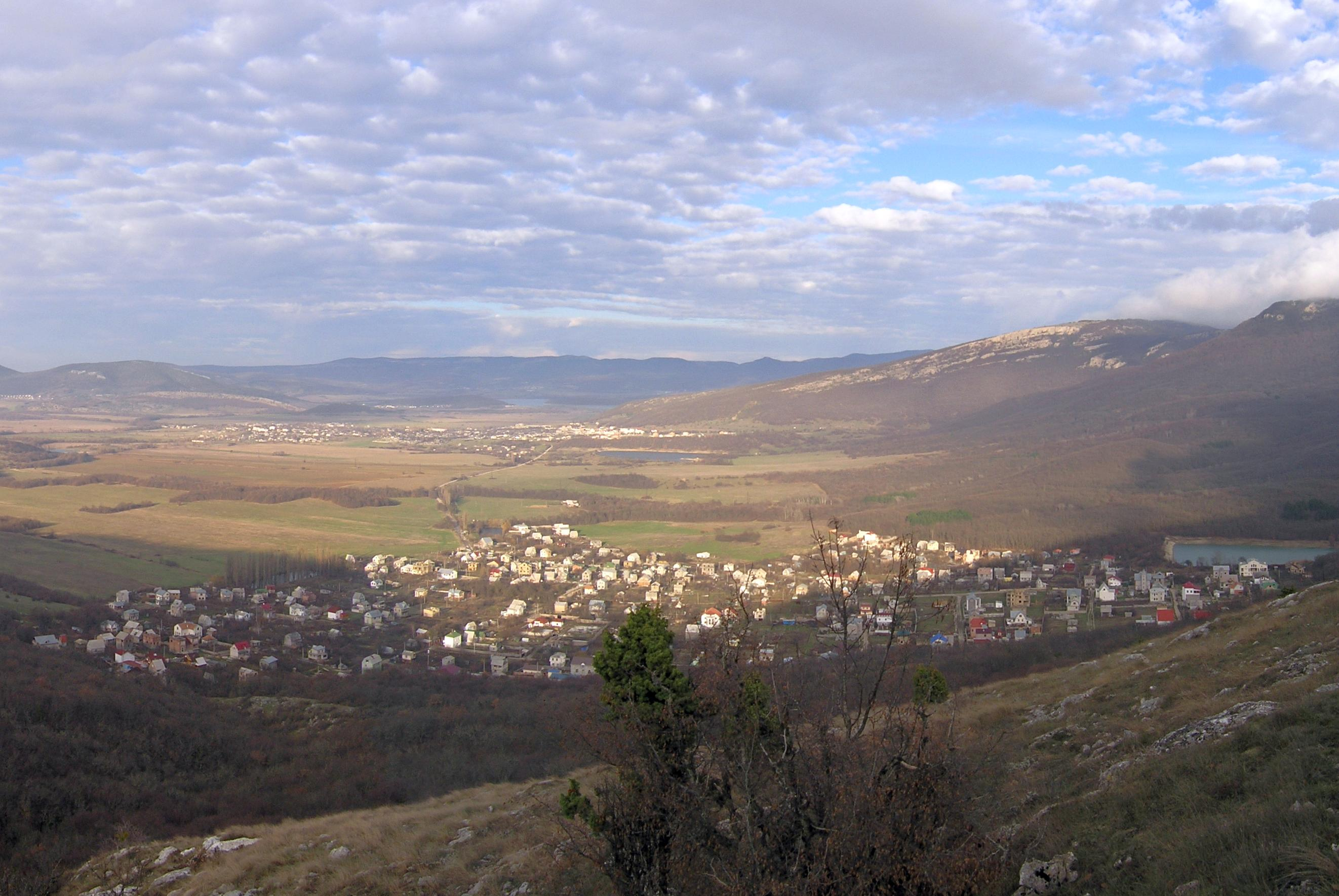
Вид на долину з Байдарської яйли

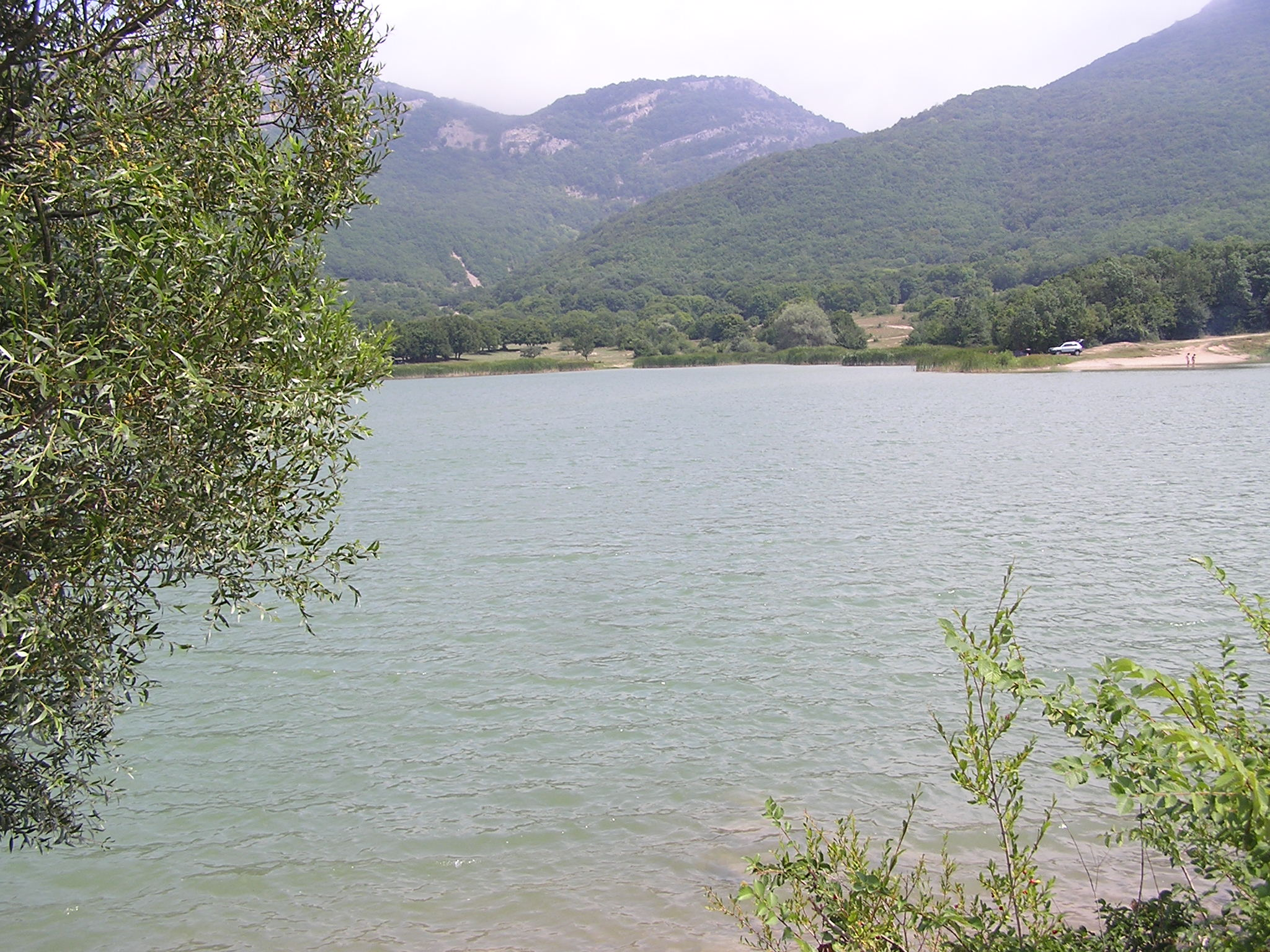

44°28′ пн. ш. 33°48′ сх. д. / 44.467° пн. ш. 33.800° сх. д.
Байда́рська доли́на (крим. Baydar uva) — замкнута котловина в південно-західній частині Криму, за 40 км на південний схід від Севастополя.
Розміщена на висоті 300 400 м, оточена горами висотою 600-800 м. Починається поблизу с. Тилове і закінчується неподалік від с. Передове. Байдарська долина - витягнута на 16 км у північно-східному напрямі міжгірська улоговина з плоским дном, ширина якої доходить до 8 км. З навколишніх гір, що входять до системи Головної і Внутрішньої гряд Кримських гір, стікає багато річок, що є притоками р. Чорної. У цій долині є найбільша прісноводна водойма Севастополя - Чорноріченське водосховище. Територію цієї долини первісна людина заселила понад 5 тис. років тому, про що свідчать Скельські менгіри - вертикально поставлені у вигляді обелісків кам’яні брили поблизу с. Родниківське (колишнє Скеле). Сьогодні вся долина входить до складу природного заказника «Байдарський». Байдарська долина густозаселена. У Байдарській долині - 14 сіл, найбільше з них - Орлине, що займає ‘її південно-західну частину. 
Населені пункти:
- Орлине — найбільше село та центр Орлинівської сільради
- Тилове
- Широке
- Озерне
- Передове
- Новобобрівське
- Розсошанка
- Родниківське
- Підгірне
- Павлівка
- Кизилове

Зрошується річкою Чорною. Схили навколишніх гір вкриті деревною та чагарниковою рослинністю, в долині — сади, виноградники, посіви тютюну. 
По Байдарській долині проходить автошлях Севастополь — Ялта. Вихід до Південного берегу Криму з долини відзначається аркою 1848 року, яка збудована на честь закінчення будівництва траси від Ялти до Севастополя та має назву Байдарські ворота.

## Назва
Байдарська долина назву дістала від слова Байдар та суфікса -ські. *Baider-uva з кримськотатарської *baider «чудова», *uva «рівнина». До 1945 року центральне село долини Орлине мало назву Байдар.